# Hoh Xil Hu
Hoh Xil Hu (kinesiska: 可可西里湖) är en sjö i Kina. Den ligger i provinsen Qinghai, i den nordvästra delen av landet, omkring 960 kilometer väster om provinshuvudstaden Xining. Hoh Xil Hu ligger 4 886 meter över havet. Arean är 302 kvadratkilometer. Den sträcker sig 15,8 kilometer i nord-sydlig riktning, och 36,4 kilometer i öst-västlig riktning.
Genomsnittlig årsnederbörd är 366 millimeter. Den regnigaste månaden är juni, med i genomsnitt 89 mm nederbörd, och den torraste är januari, med 5 mm nederbörd.